# Ambassade du Canada en Côte d'Ivoire
L'ambassade du Canada en Côte d'Ivoire est la représentation diplomatique du Canada en Côte d'Ivoire et au Liberia. Ses bureaux sont situés au 23 avenue Noguès, dans la capitale ivoirienne Abidjan.

## Mission
Cette ambassade est responsable des relations entre le Canada et la Côte d'Ivoire et offre des services aux Canadiens en sol ivoirien. Sa mission s'étend aussi au Liberia, où il n'y a ni ambassade ni consulat.

## Historique
Le pays est initialement représenté par le haut-commissariat du Canada au Ghana. Le 27 avril 1962, le Canada nomme un ambassadeur pour la Côte d'Ivoire. Ce nouveau rôle continue d'être occupé par le haut-commissaire au Ghana jusqu'en 1970.

## Ambassadeurs
Cette représentation diplomatique canadienne est dirigée par un chef de mission qui porte le titre d'ambassadeur extraordinaire et plénipotentiaire.
| #   | Nom                                  | Titre | Nomination        | Lettres de créance | Fin de l'affectation |
| --- | ------------------------------------ | ----- | ----------------- | ------------------ | -------------------- |
| 1er | Bruce MacGillivray Williams          | AEP   | 18 avril 1962     | -                  | 1er juillet 1962     |
| 2e  | Donald Macalister Cornett            | AEP   | 29 novembre 1962  | 26 septembre 1963  | 7 janvier 1965       |
| 3e  | Charles Eustace McGaughey            | AEP   | 30 mars 1965      | -                  | -                    |
| 4e  | Albert Frederick Hart                | AEP   | 3 août 1966       | 24 février 1967    | 13 septembre 1968    |
| 5e  | Douglas Barcham Hicks                | AEP   | 24 octobre 1968   | 24 janvier 1969    | 11 mars 1970         |
| 6e  | Wilfrid Joseph Georges Charpentier   | AEP   | 17 décembre 1969  | 11 mars 1970       | -                    |
| 7e  | Gilles Mathieu                       | AEP   | 29 juin 1972      | 11 septembre 1972  | -                    |
| 8e  | Michel de Goumois                    | AEP   | 6 août 1975       | 6 novembre 1975    | décembre 1977        |
| 9e  | Joseph Ernest Gilles Lalande         | AEP   | 23 mars 1978      | 8 mai 1978         | -                    |
| 10e | Ernest Hébert                        | AEP   | 10 juillet 1980   | 29 novembre 1980   | -                    |
| 11e | John Peter Bell                      | AEP   | 22 décembre 1982  | 23 février 1984    | avril 1987           |
| 12e | Jean-Guy Joseph Bernard Saint-Martin | AEP   | 20 juillet 1987   | 2 février 1988     | -                    |
| 13e | J. Denis Bélisle                     | AEP   | 19 septembre 1991 | -                  | 12 juin 1994         |
| 14e | Suzanne Laporte                      | AEP   | 15 juillet 1994   | 9 septembre 1994   | -                    |
| 15e | Donald McMaster                      | AEP   | 15 juillet 1998   | -                  | -                    |
| 16e | Émile Gauvreau                       | AEP   | 16 juillet 2001   | -                  | -                    |
| 17e | Michèle Lévesque                     | AEP   | 31 juillet 2003   | -                  | -                    |
| 18e | Marie-Isabelle Massip                | AEP   | 13 juillet 2006   | 21 septembre 2006  | -                    |
| 19e | Chantal de Varennes                  | AEP   | 21 septembre 2011 | 9 novembre 2011    | -                    |
| 20e | Patricia McCullagh                   | AEP   | 20 juillet 2015   | 6 octobre 2015     | 2017                 |
| 21e | Julie Shouldice                      | AEP   | 17 août 2017      | 29 septembre 2017  | août 2020            |
| 22e | Claude Demers                        | AEP   | 9 octobre 2020    | -                  | -                    |